# Драгушиново
Драгушиново (болг. Драгушиново) — село в Болгарии. Находится в Софийской области, входит в общину Самоков. Население составляет 619 человек.

## Политическая ситуация
В местном кметстве Драгушиново, в состав которого входит Драгушиново, должность кмета (старосты) с 2011 г. исполняет Стефан Райчов Домишляров (партия АТАКА) по результатам выборов.
Кмет (мэр) общины Самоков — Владимир Георгиев (Болгарская социалистическая партия (БСП)) по результатам выборов.